# Fresno Grizzlies

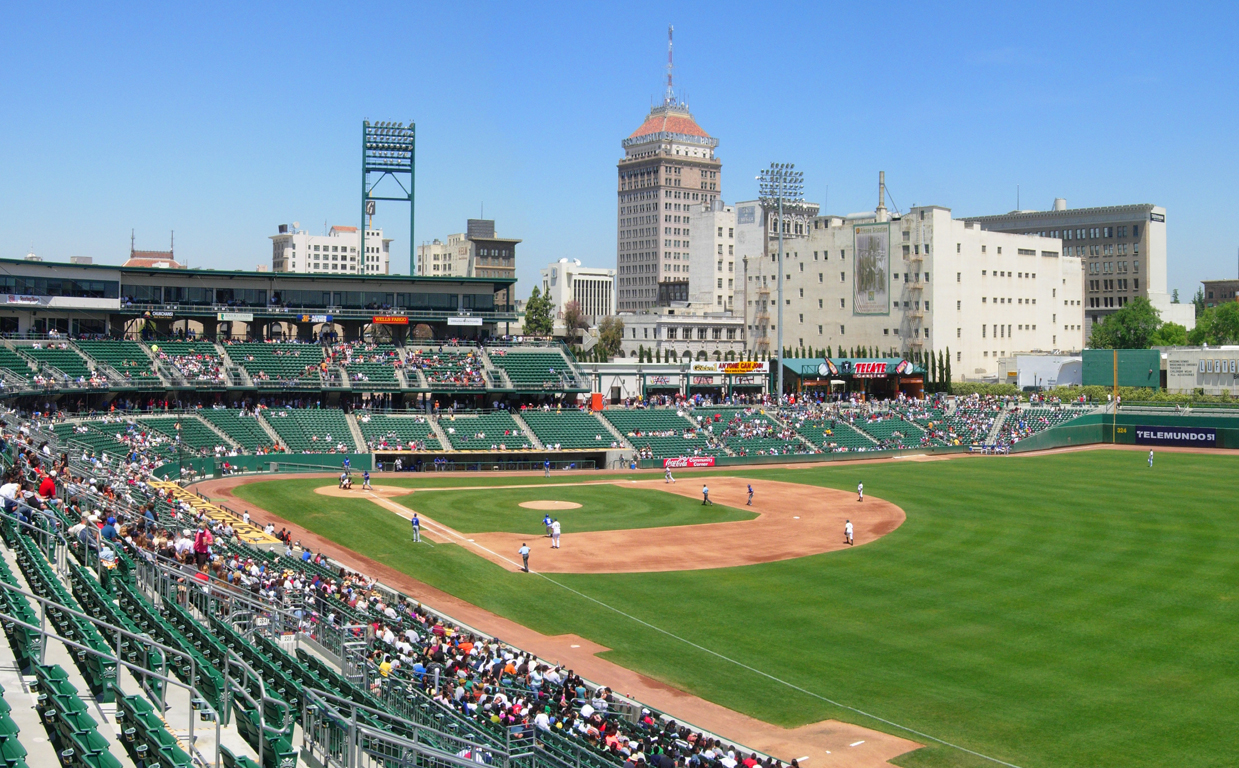
Fresno Grizzlies in actie tijdens een thuiswedstrijd

De Fresno Grizzlies is een Minor league baseballteam uit Fresno, Californië. Ze speelden in de Southern Division van de Pacific Conference van de Pacific Coast League totdat Major League Baseball in 2020 besloot 40 minor league clubs te elimineren om geld te besparen. De insteek was om de ontwikkeling van spelers op de laagste twee niveaus van de minor leagues in de gaten te houden, zonder dat de clubs er geld voor hoefden te betalen. 
In de Triple A waren de Grizzlies niet meer nodig en werd de club de keuze gegeven om op Low A niveau te spelen als farm team van de Colorado Rockies. Na lang wikken en wegen gingen de Grizzlies akkoord. 
De California League, waarin de Grizzlies nu spelen, was voor de "money grab" reorganisatie door Major League Baseball een A-Advanced League, maar door de reorganisatie in de minor leagues zijn Rookie League en de oorspronkelijke Low A geschrapt en is de league nu "gedegradeerd" naar Low A niveau. De huidige indeling in Minor League Baseball is: Triple A, Double A, High A en Low A. 
Het stadion van de Grizzlies heet Chuckchansi Park. Chuckchansi Park is veruit het grootste stadion in de California League. De Grizzlies zijn als Low A Affiliate verwant aan de Colorado Rockies. 